# Salt d'espècie de patògens
La salt d'espècie de patògens (o senzillament salt d'espècie quan es refereix a patògens o a una infecció) es produeix quan una població reservori amb una alta prevalença de patògens entra en contacte amb una nova població hoste. Així es parla també de transmissió entre espècies. Quan el patogen s'ha transmès des del reservori llavors es pot transmetre o no dins de la població hoste.
El salt d'espècie és un fet comú; de fet, més de dos terços dels virus humans són zoonòtics. La majoria dels esdeveniments derivats es tradueixen en casos autolimitats sense més transmissió entre persones, com passa, per exemple, amb la ràbia, l'àntrax, la histoplasmosi o la hidatidosi. Altres patògens zoonòtics poden ser transmesos pels humans per produir casos secundaris i fins i tot per establir cadenes de transmissió limitades. Alguns exemples són els filovirus d'Ebola i Marburg, els coronavirus MERS i SARS o alguns virus de la grip aviària. Finalment, alguns pocs esdeveniments derivats poden provocar l'adaptació final del patogen als humans, que es converteixen en un nou dipòsit estable, tal com es va produir amb el virus del VIH que va provocar l'epidèmia de la sida. De fet, la majoria dels patògens que actualment són exclusius dels humans probablement van ser transmesos per altres animals en algun moment del passat. Si la història de l'adaptació mútua és suficientment llarga, es poden establir associacions permanents hoste-microbi que donin lloc a una coevolució, i fins i tot a la integració permanent del genoma microbià en el genoma humà, com és el cas dels virus endògens. Com més properes són les dues espècies en termes filogenètics, més fàcil serà per als microbis superar la barrera biològica per produir repercussions amb èxit. Per aquest motiu, altres mamífers són la principal font d'agents zoonòtics per als humans.
El salt d'espècies ha augmentat en els darrers 50 anys, principalment a causa de l'impacte ambiental de l'agricultura, que promou la desforestació, el canvi d'hàbitat de la fauna salvatge i els impactes de l'augment de l'ús del sòl.